# Peter Donnelly
Peter Donnelly (ur. 3 lutego 1951 w Birmingham) – brytyjski judoka. Olimpijczyk z Moskwy 1980, gdzie zajął siódme miejsce w wadze średniej.
Piąty na mistrzostwach świata w 1975 i 1979. Brązowy medalista mistrzostw Europy w 1980 roku. 

## Letnie Igrzyska Olimpijskie 1980
| Konkurencja | Eliminacje          | Repasaże                   | Repasaże              | Klas. końcowa |
| Konkurencja | Przeciwnik I        | Przeciwnik I               | Przeciwnik II         | Miejsce       |
| ----------- | ------------------- | -------------------------- | --------------------- | ------------- |
| 86 kg       | Isaac Azcuy (CUB) P | Donald Mukahatesho (ZAM) Z | Detlef Ultsch (DDR) P | 7.            |